# Servicio de Inteligencia Exterior
El Servicio de Inteligencia Exterior o SVR (en ruso: Служба Внешней Разведки, abreviado como CBP y transliterado como Sluzhba Vnéshney Razvedki) es el servicio de inteligencia exterior ruso. Fue creado en 1991 mediante la fusión del Primer Alto Directorio del KGB y el Servicio Central de Inteligencia de la URSS (Центральная служба разведки СССР) de corta duración entre noviembre y diciembre de 1991. Su sede central se encuentra en Yásenevo en el Distrito Administrativo del Suroeste de Moscú. Tiene oficinas en todo el mundo. En contraposición al FSB, el SVR se encarga de la inteligencia exterior.

## Estructura
El Director actual del SVR es Serguéi Naryshkin, y se encuentra directamente bajo la dirección del presidente (Vladímir Putin), a quien le presenta cada lunes un informe de las novedades, pudiendo informarle con mayor asiduidad si la ocasión lo requiriese. El Director también es miembro del Consejo de Seguridad y del Consejo de Defensa.
El SVR se divide en varias oficinas:
- Oficina PR - Inteligencia Política: Incluye 17 Departamentos repartidos por diferentes lugares del mundo.
- Oficina S - Inteligencia Ilegal: Incluye 13 Departamentos y es responsable de infiltración de agentes encubiertos.
- Oficina X - Inteligencia Científica y Técnica
- Oficina KR - Contrainteligencia Exterior: Lleva a cabo una labor de contrainteligencia con ciudadanos rusos en otros servicios de inteligencia extranjeros.
- Oficina OT - Apoyo Técnico y de Operaciones
- Oficina R - Análisis y Planificación de Operaciones: Es responsable de la supervisión de las operaciones que lleva a cabo el SVR.
- Oficina I - Servicio Informático: Analiza toda la información sobre los acontecimientos diarios e informa mediante sumario al Presidente.
- Oficina sobre la Inteligencia Económica.

El SVR cuenta con los siguientes departamentos:
- Recursos humanos
- Operaciones
- Análisis e Información
- Ciencia
- Operaciones logísticas y Apoyo.

Cada departamento cuenta con un Subdirector que se encuentra bajo la dirección del Director.

## Reclutamiento
El SVR lleva a cabo su reclutamiento sobre ciudadanos rusos que viven en el extranjero.
Hoy en día el SVR no puede continuar reclutando agentes mediante las bases de la ideología comunista, que fueron el "pilar principal" del reclutamiento por parte de la KGB durante la Guerra Fría. El "segundo pilar", y quizás el más importante del reclutamiento, sea el amor a la madre Rusia. Este amor tan incondicional a la patria se da con mayor frecuencia al oeste de Rusia, y es precisamente por ello que los reclutamientos se dan más hacia el oeste del país. E incluso una unidad especial de reclutamiento fue creada con este propósito.

## Agentes famosos
- Febrero de 1994 - Aldrich Hazen Ames fue acusado de pasar alta información clasificada a la Unión Soviética desde 1985 y a Rusia desde 1991. Esa información provocó la ejecución de 9 agentes estadounidenses en Rusia. En abril, él y su esposa fueron acusados de espionaje y evasión de impuestos y condenados a cadena perpetua sin libertad condicional.

- Noviembre de 1996 - Harold James Nicholson fue un agente de la CIA, arrestado mientras intentaba sacar información clasificada del país. Empezó a espiar para Rusia en 1994. Tres años más tarde fue sentenciado a más de 23 años de prisión por espionaje.

- Diciembre 1996 - Earl Edwin Pitts fue acusado de pasar información clasificada de 1987 a 1992. Posteriormente sentenciado a 27 años de prisión.

- Junio de 2000 - George Trofimoff fue el militar con mayor rango acusado de espionaje. Espió para Rusia desde 1969. Sentenciado a cadena perpetua.

- Octubre 2000 - Serguéi Tretyakov fue un agente del SVR infiltrado en las Naciones Unidas que desertó a Estados Unidos con su familia.

- Febrero 2001 - Robert Philip Hanssen fue un agente del FBI acusado de espiar para la Unión Soviética y posteriormente para Rusia durante 22 años, de los 27 que estuvo en el FBI. Pasó miles de documentos clasificados e información sensible sobre defensa nuclear. Fue sentenciado a cadena perpetua.

- Junio 2010 - Anna Chapman fue arrestada bajo sospecha de espionaje. Se declaró culpable de conspiración para actuar como agente de un gobierno extranjero sin notificar al Fiscal general de los Estados Unidos. Fue deportada a Rusia en julio del mismo año como parte de un programa de intercambio de prisioneros entre Rusia y Estados Unidos.

## Directores
- Yevgueni Primakov (1991 - 1996)
- Viacheslav Trúbnikov (1996 - 2000)
- Serguéi Lébedev (2000 - 2007)
- Mijaíl Fradkov (2007 - 2016)
- Serguéi Naryshkin (2016 - presente)